# Nouveaux Mémoires de la Société Impériale des Naturalistes de Moscou
Nouveaux Mémoires de la Société Impériale des Naturalistes de Moscou (abreviado Nouv. Mém. Soc. Imp. Naturalistes Moscou) fue una revista con ilustraciones y descripciones botánicas que fue editada en Moscú desde el año 1829 hasta 1914. Se publicaron 18 números. Fue precedida por Mem. Soc. Imp. Naturalistes Moscou y reemplazada por Nov. Mem. Moskovsk. Obsc. Isp. Prir.